# Dren (gmina Demir Kapija)
Dren (mac. Дрен) – wieś w południowej Macedonii Północnej, terytorialnie i administracyjnie należąca do gminy Demir Kapija. Według stanu na 2002 rok jej liczebność wynosiła 94 mieszkańców.

położenie wsi na mapie gminy

Według danych ze spisu powszechnego przeprowadzonego w 2002 roku, wieś Dren zamieszkiwało 94 osoby deklarujące następującą narodowość: 
- Macedończycy – 94 (100%)